# Ginster-Sommerwurz
Die Ginster-Sommerwurz (Orobanche rapum-genistae) ist eine Pflanzenart aus der Gattung der Sommerwurzen (Orobanche) in der Familie der Sommerwurzgewächse (Orobanchaceae).

## Beschreibung

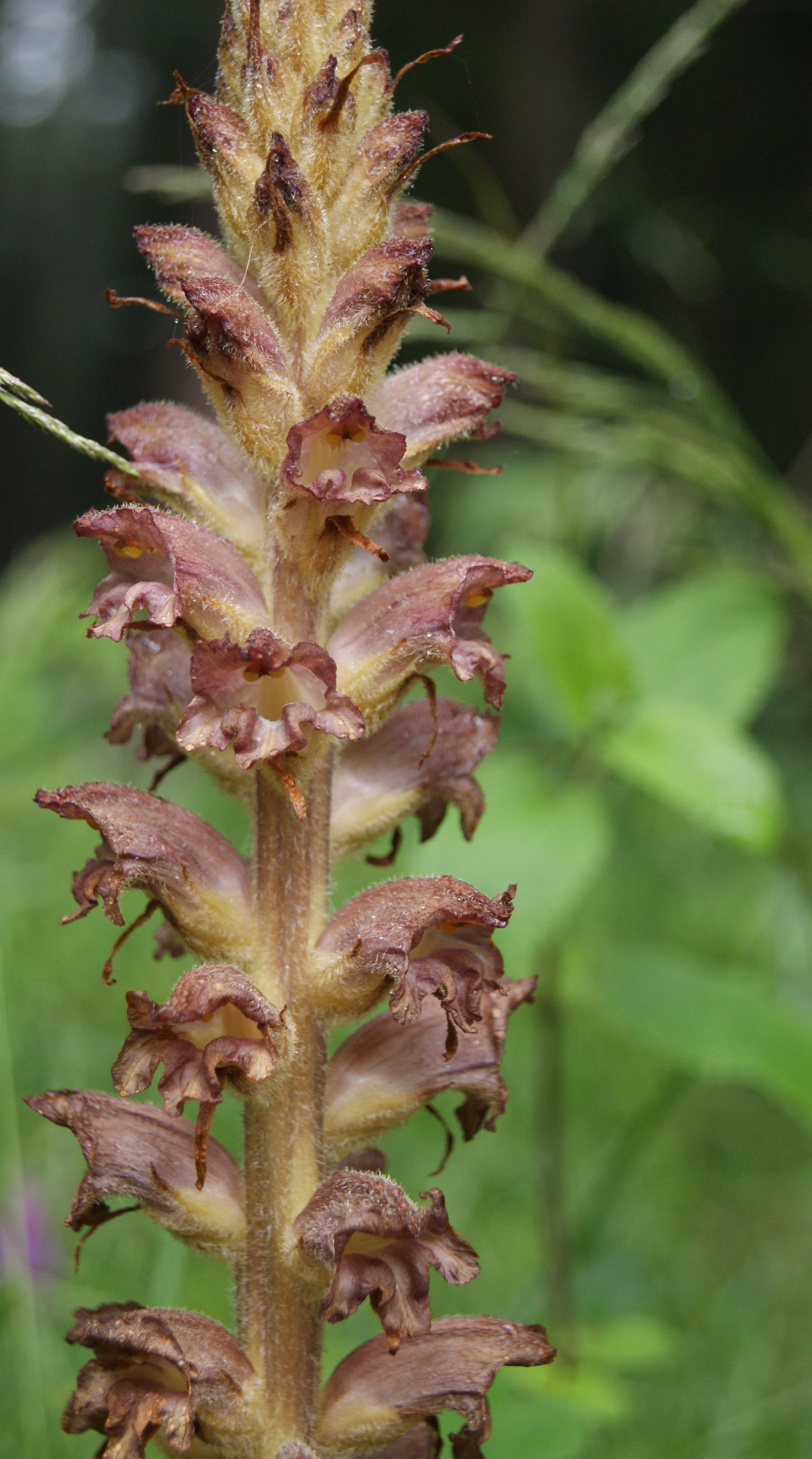
Blütenstand

### Vegetative Merkmale
Die Ginster-Sommerwurz ist eine ausdauernde krautige Pflanze, die Wuchshöhen von 15 bis 85 Zentimetern erreicht.

### Generative Merkmale
Die Blütezeit liegt zwischen Mai und Juli. In den Blütenstände sind die Blüten sehr dicht angeordnet. Die Blüten werden von Tragblättern begleitet, die so lang oder länger als die Krone sind.
Die zwittrige Blüte ist zygomorph mit doppelter Blütenhülle. Die Krone ist 20 bis 25 Millimeter lang, weit röhrig-glockig geformt, hellgelb oder rötlich-braun gefärbt. Zum Saum hin ist die Krone mit hellen Drüsenhaaren besetzt. Die Rückenlinie der Krone ist mehr oder weniger gleichmäßig gebogen. Die Staubfäden sind an ihrer Basis kahl und verbreitert und am oberen Ende fehlen drüsige Trichome. Die Narbe ist kräftig gelb.
Die Chromosomenzahl beträgt 2n = 38.

## Ökologie
Dieser Vollschmarotzer parasitiert auf Besenginster (Cytisus scoparius) und selten auf Ginster (Genista) oder Stechginster (Ulex).

## Vorkommen
Die Ginster-Sommerwurz ist in West- und Mitteleuropa sowie in Nordwestafrika und in der Türkei verbreitet.
Die Ginster-Sommerwurz wächst in Besenginsterheiden und lichten Wäldern in Höhenlagen bis zu 900 Metern. Sie gedeiht meist auf frischen, kalkarmen und nährstoffarmen, meist sandigen oder reinen Lehmböden. Sie ist in Mitteleuropa eine Charakterart des Unterverbands Sarothamnenion aus dem Pruno-Rubion-fruticosi-Verband der Gebüsche.
Die ökologischen Zeigerwerte nach Landolt et al. 2010 sind in der Schweiz: Feuchtezahl F = 2 (mäßig trocken), Lichtzahl L = 3 (halbschattig), Reaktionszahl R = 2 (sauer), Temperaturzahl T = 4+ (warm-kollin), Nährstoffzahl N = 3 (mäßig nährstoffarm bis mäßig nährstoffreich), Kontinentalitätszahl K = 2 (subozeanisch).

## Taxonomie
Die Erstveröffentlichung von Orobanche rapum-genistae erfolgte 1799 durch Jean-Louis Thuillier in Fl. env. Paris, 2. Auflage, S. 317. Synonyme für Orobanche rapum-genistae Thuill. sind: Orobanche benthamii Timb.-Lagr., Orobanche rapum-genistae subsp. benthamii (Timb.-Lagr.) P.Fourn.